# Akysis variegatus
Akysis variegatus — вид риб з роду Akysis родини Akysidae ряду сомоподібні.

## Опис
Загальна довжина сягає 4,3 см. Голова сплощена зверху. Профіль голови овальний. Очі маленькі. Є 4 пари вусів. Тулуб короткий, високий в спині. Спинний плавець складається з 2 жорстких та 4—5 м'яких променів. Грудні плавці витягнуті. У самців коротші черевні плавники і опуклий статевий сосочок. Анальний плавець великий, більше за спинний. Хвостовий плавець широкий, з помірною виїмкою.
Загальний фон темно-коричневий. На спині за спинним плавцем і на хвостовому стеблі є світло-коричневі плями.

## Спосіб життя
Біологія вивчена недостатньо. Є демерсальною рибою. Зустрічається в невеликих річках з піщаним або піщано-кам'янистим дном. Тримається на глибині. Активний вночі. Живиться дрібними водними безхребетними.

## Розповсюдження
Мешкає в басейні річки Меконг і на півночі о. Калімантан.